# Antonio Fernández Benito
Antonio Fernández Benito, futbolísticamente conocido como "Moreno", es un futbolista español, nacido el 18 de septiembre de 1979 en Almería. Su posición natural es mediapunta, aunque ha jugado indistintamente tanto en el extremo izquierdo como en el derecho, haciendo de él un futbolista de los más completo. Tras varias lesiones en su última etapa en el Poli Ejido, acabó retirándose a mediados de la temporada 2009/2010. Actualmente está retirado.

## Clubes
| Club                           | País   | Año         |
| ------------------------------ | ------ | ----------- |
| Club Deportivo Roquetas        | España | 1998-1999   |
| Unión Deportiva Almería        | España | 1999-2002   |
| Real Club Recreativo de Huelva | España | 2002-2005   |
| Club Polideportivo Ejido       | España | 2005-2008   |
| Deportivo Alavés               | España | 2008 - 2009 |
| Club Polideportivo Ejido       | España | 2009 - 2010 |

- Datos: Q5698282